# Magdy Tolba
Magdy Tolba (ar. مجدي طلبه, ur. 24 lutego 1964) – egipski piłkarz grający na pozycji pomocnika.

## Kariera klubowa
Karierę piłkarską Tolba rozpoczął w klubie Zamalek Kair. W 1982 roku zadebiutował w jego barwach w pierwszej lidze egipskiej. W sezonach 1983/1984 i 1987/1988 wywalczył z nim mistrzostwo kraju, a w drugim przypadku zdobył też Puchar Egiptu. W tamtym roku wygrał też Puchar Afro-Azjatycki.
Latem 1989 roku Tolba został piłkarzem greckiego PAOK-u Saloniki, w którym zaczął występować w pierwszym składzie. W latach 1990–1991 grał w nim wraz z rodakami, Ibrahimem Hassanem i Hossamem Hassanem. W 1990 roku zajął z PAOK-iem 3. miejsce w pierwszej lidze greckiej, a w latach 1991-1992 - 4. miejsce.
W 1994 roku Tolba przeszedł do Lewskiego Sofia. W bułgarskiej lidze rozegrał 5 spotkań zostając mistrzem kraju. Z Lewskim zdobył także Puchar Bułgarii. Latem odszedł do cypryjskiego Anorthosisu Famagusta. Grał tam przez rok i został w 1995 roku mistrzem kraju.
Latem 1995 Tolba wrócił do Egiptu i został piłkarzem Al-Ahly Kair. W latach 1996-98 trzy razy z rzędu wywalczył mistrzostwo Egiptu. W 1996 roku wygrał też krajowy puchar oraz Arabską Ligę Mistrzów. W sezonie 1998/1999 grał w Ismaily SC i w jego barwach zakończył piłkarską karierę.

## Kariera reprezentacyjna
W reprezentacji Egiptu Tolba zadebiutował w 1987 roku. W 1990 roku został powołany przez selekcjonera Mahmouda El-Gohary'ego do kadry na Mistrzostwa Świata we Włoszech. Tam rozegrał 2 spotkania grupowe: z Holandią (1:1) i z Irlandią (0:0). W swojej karierze grał także w Pucharze Narodów Afryki 1992 i Pucharze Narodów Afryki 1996. Od 1987 do 1997 rozegrał w kadrze narodowej 35 meczów i strzelił 1 gola.